# Zikisso
Zikisso este o comună din departamentul Lakota, regiunea Lôh-Djiboua, Coasta de Fildeș.